# Massimo Ghirotto
Massimo Ghirotto (né le 25 juin 1961 à Boara Pisani, dans la province de Padoue, en Vénétie) est un coureur cycliste italien, professionnel de 1983 à 1995.

## Biographie
Massimo Ghirotto devient professionnel en 1983 et le reste jusqu'en 1995. Il a remporté 21 victoires au cours de sa carrière, parmi lesquelles deux étapes du Tour de France (dont celle, restée célèbre, où Philippe Bouvatier fit un tout droit dans une voie de dérivation, en 1988), trois étapes du Tour d'Italie et une étape du Tour d'Espagne.[réf. nécessaire]

## Palmarès

### Palmarès amateur
- 1981
  - Giro Tre Provincie Toscane
  - 5e étape du Tour de la Vallée d'Aoste
  - Astico-Brenta
- 1982
  - Grand Prix de la ville d'Empoli
  - Coppa Città di San Daniele

### Palmarès professionnel
- 1983
  - 2e du Tour de Toscane
- 1985
  - 9ea étape du Tour de Suisse (contre-la-montre par équipes)
- 1986
  - 10e étape du Tour de Suisse
  - 3e du championnat d'Italie sur route (Tour de Toscane)
- 1987
  - 3e étape du Tour d'Italie (contre-la-montre par équipes)
  - 2e étape du Tour de France (contre-la-montre par équipes)
  - Trophée Matteotti
  - Coppa Placci
  - Trophée Baracchi (avec Bruno Leali)
- 1988
  - Grand Prix de l'industrie et de l'artisanat de Larciano
  - 14e étape du Tour de France
  - 2e du Grand Prix des Amériques
  - 2e de la Coppa Agostoni
- 1989
  - 7e étape du Tour d'Espagne
- 1990
  - 9e étape du Tour de France
  - Tour d'Ombrie
  - 1re épreuve du Triptyque Prémondial
  - Tour de Vénétie
  - 2e du Grand Prix de l'industrie et du commerce de Prato
  - 2e du Grand Prix de l'industrie et de l'artisanat de Larciano
- 1991
  - 9e étape du Tour d'Italie
  - 4e étape du Tour du Trentin
- 1992
  - Wincanton Classic
  - Trois vallées varésines
  - Tour de Vénétie
  - Mémorial Nencini
  - 3e de la Coppa Agostoni
- 1993
  - 20e étape du Tour d'Italie
  -  Prix de la combativité du Tour de France
  - Trois vallées varésines
  - 2e du Mémorial Nencini
  - 3e du Tour des Pouilles
  - 3e de la Coppa Agostoni
  - 9e de la Classique de Saint-Sébastien
- 1994
  - 19e étape du Tour d'Italie
  - Classement général du Tour des vallées minières
  - 2e du Grand Prix de Camaiore
  - 2e du Mémorial Nencini
  - 3e du Tour de Toscane
  - 3e de la Coppa Agostoni
  - 4e du championnat du monde sur route
  - 6e de la Leeds International Classic

## Résultats sur les grands tours

### Tour de France
6 participations
- 1987 : 109e, vainqueur de la 2e étape (contre-la-montre par équipes)
- 1988 : 85e, vainqueur de la 14e étape
- 1990 : 95e, vainqueur de la 9e étape
- 1992 : 40e
- 1993 : 33e,  vainqueur du prix de la combativité
- 1994 : 75e

### Tour d'Italie
11 participations
- 1985 : 125e
- 1986 : 29e
- 1987 : 60e, vainqueur de la 3e étape (contre-la-montre par équipes)
- 1988 : 18e
- 1989 : 68e
- 1990 : 34e
- 1991 : abandon, vainqueur de la 9e étape
- 1992 : 55e
- 1993 : 69e, vainqueur de la 20e étape
- 1994 : 41e, vainqueur de la 19e étape
- 1995 : 95e

### Tour d'Espagne
1 participation
- 1989 : 76e, vainqueur de la 7e étape